# Wolfgang Ackermann
Wolfgang Ackermann (* 14. August 1951) ist ein Generalapotheker außer Dienst des Zentralen Sanitätsdiensts der Bundeswehr und war zuletzt von November 2010 bis November 2013 Inspizient Wehrpharmazie der Bundeswehr.

## Leben
Ackermann absolvierte zunächst als Offizieranwärter die Offizierausbildung zum Offizier des Truppendienstes. Der Uniformträger des Heeres wechselte in die Laufbahn der Offiziere des Sanitätsdienstes und studierte Pharmazie in Mainz sowie Lebensmittelchemie in Münster, Würzburg und Erlangen.
Später war Ackermann Kompaniechef einer Sanitätsmaterialkompanie und hatte Verwendungen im Materialamt des Heeres (MatAH), im Bundesministerium der Verteidigung (BMVg) und im Sanitätsamt der Bundeswehr, wo er die Logistikzelle für den Auslandseinsatz der Bundeswehr im Rahmen der United Nations Advance Mission in Cambodia führte. Von 1993 bis 1997 war er Adjutant des Inspekteurs des Sanitätsdienstes unter Gunter Desch. Anschließend wurde er erneut im BMVg und im MatAH verwendet. 2004 wurde er Referatsleiter II 5 im Führungsstab des Sanitätsdienstes im BMVg und war Leitender Apotheker des 19. Deutschen Einsatzkontingents International Security Assistance Force in Afghanistan. 2010 wurde er zum Inspizient Wehrpharmazie der Bundeswehr ernannt. Er war der letzte Inhaber dieses Dienstpostens, der dort zum Generalapotheker befördert wurde.